# Macronyx sharpei
L'unghialunga di Sharpe (Macronyx sharpei Jackson, 1904) è un uccello della famiglia Motacillidae, endemico del Kenya.

## Descrizione
È un passeriforme di media taglia, lungo 16–17 cm, che si caratterizza per i lunghi artigli a cui deve il suo nome comune.

## Biologia
Si nutre di insetti, in particolare ortotteri e coleotteri, e di altri piccoli invertebrati.

## Distribuzione e habitat
Macronyx sharpei è endemico del Kenya. La maggior parte della popolazione esistente è concentrata in due località: la foresta Mau e il versante settentrionale del monte Kenya, sino ai 3.600 m di altitudine. Altre località dove sono state censite piccole popolazioni sono l'altopiano di Kinangop, i monti Aberdare, le Cherangani Hills, l'altopiano di Uasin Gishu, il lago Ol Bolossat e il versante orientale del monte Elgon.

## Conservazione
La Lista rossa IUCN classifica Macronyx sharpei come specie in pericolo di estinzione (Endangered).